# بيت سالم المعمر (بني العوام)

تعديل مصدري - تعديل

بيت سالم المعمر هي إحدى قرى عزلة قطعة الصرابي بمديرية بني العوام التابعة لمحافظة حجة، بلغ تعداد سكانها 186 نسمة حسب تعداد اليمن لعام 2004.